# Andrus Veerpalu
Andrus Veerpalu (Pärnu, 8 februari 1971) is een Estse voormalige langlaufer. Hij debuteerde in de wereldbeker langlaufen in het seizoen 1992-1993. Hij was een specialist van de klassieke stijl.

## Olympische Spelen
Veerpalu nam deel aan de Olympische Winterspelen in 1994, 1998, 2002, 2006 en 2010. Op de Olympische winterspelen in Salt Lake City won hij goud op de 15km en zilver op de 50 km. Op de spelen van 2006 in Turijn prolongeerde hij zijn titel op de 15 km. Hiermee werd hij de 4e Est die voor zijn land 2 medailles wist te halen op de Olympische Spelen.

## Wereldkampioenschappen
Op de wereldkampioenschappen noords skiën 1999 in Ramsau won hij zijn eerste medaille op een groot toernooi. Hij veroverde er zilver op de 50km klassiek. Op de wereldkampioenschappen noords skiën 2001 in Lahti won hij goud op de 30km. In Liberec in 2009 werd hij voor de tweede maal wereldkampioen dankzij winst op de 15 km klassiek.

## Wereldbeker
Veerpalu won in totaal zes wereldbekerwedstrijden, steeds in klassieke stijl; daaronder tweemaal de lange afstand op het prestigieuze Holmenkollen ski festival in Oslo. Hij is tot nog toe de enige Est die deze wedstrijd heeft gewonnen:
- 15 februari 2003, Asiago, 10 km klassiek
- 8 maart 2003, Oslo, 50 km klassiek
- 13 december 2003, Davos, 15 km klassiek
- 17 januari 2004, Nové Město na Moravě, 15 km klassiek
- 8 januari 2005, Otepää, 15 km klassiek
- 12 maart 2005, Oslo, 50 km klassiek.

## Carrière-einde
Op 23 februari 2011 kondigde hij aan te stoppen met langlaufen, nadat hij vanwege een virusinfectie forfait moest geven voor de wereldkampioenschappen noords skiën in Oslo. Achteraf bleek dat hij na een dopingcontrole enkele dagen eerder, op 14 februari, betrapt was op het gebruik van groeihormoon. Veerpalu ontkende doping te hebben gebruikt.